# فابیو کاروالیو (بازیکن فوتبال، زاده ۱۹۷۸)
فابیو کاروالیو دوسانتوز (زاده ۲۶ آوریل ۱۹۷۸ - ریودو ژانیرو) بازیکن فوتبال اهل برزیل است.
وی سابقه عضویت در تیم‌های ذوب‌آهن اصفهان، آلومینیوم اراک، مس رفسنجان، ایرانجوان بوشهر، پیکان تهران و استقلال خوزستان را دارد.